# Imagination (Belouis Some)
Imagination è un singolo del cantautore inglese Belouis Some, pubblicato nel marzo 1985 come secondo estratto dall'album Some People.
Al momento della sua prima uscita, la canzone riuscì ad arrivare solo al n° 50, ma una ristampa ebbe più successo, entrando nella top 20 e raggiungendo il n° 17 della Official Singles Chart nel gennaio 1986. Negli Stati Uniti il singolo raggiunse il n° 88 della Billboard Hot 100 nel maggio 1985.

## Il disco

### Video
Per il brano fu prodotto un videoclip diretto da Storm Thorgerson che causò polemiche poiché conteneva il nudo integrale.

### Cover e altri usi
La canzone fu usata come colonna sonora per una pubblicità umoristica della Barclay's Bank negli anni '80 e nel film del 1987 Fantasmi ad Hollywood. Fu campionata dai membri dei Boyzone Keith 'N'  Shane nel brano Girl You Know It's True del 2000 e fu una cover di Harry nell'album del 2003 The Trouble with... Harry.

## Tracce
Testi e musiche di Keighley.

### 7"
Lato A
1. Imagination - 3:33

Lato B
1. Have You Ever Been in Love? - 4.02

### 2x7"
- Disco 1

Lato A
1. Imagination

Lato B
1. Have You Ever Been in Love?

- Disco 2

Lato A
1. Imagination (Live)

Lato B
1. Target Practice (Remix)

### 12"
Lato A
1. Imagination (Dance Mix)
2. Imagination (Dub Mix)

Lato B
1. Have You Ever Been in Love? (Dub Mix)

### 12" (Extended Re-Mix)
Lato A
1. Imagination (Extended Re-Mix)

Lato B
1. Have You Ever Been in Love?

### 12" (Ristampa 1986)
Lato A
1. Imagination (Dance Mix)

Lato B
1. Have You Ever Been in Love?
2. Stand Down (Live)

### 12" (The Beloved Mixes) (1994)
Lato A
1. Imagination (The Beloved Vocal Mix)

Lato B
1. Imagination (The Beloved Dub Mix)
2. Imagination (The Beloved Instrumental Mix)

### 12" (1994)
Lato A
1. Imagination ((Vocal Mix) - 7:02

Lato B
1. Imagination ((Dub Mix) - 7:05

### CD (1994)
1. Imagination (Radio Edit) - 3:20
2. Imagination (Vocal Mix) - 7:02
3. Imagination (Dub Mix) - 7:05
4. Imagination (Original 12" Mix) - 5:28

## Classifiche
| Classifica (1985)          | Posizione massima |
| -------------------------- | ----------------- |
| Belgio                     | 40                |
| Canada                     | 25                |
| Germania Ovest             | 48                |
| Italia                     | 7                 |
| Regno Unito                | 50                |
| Stati Uniti (Hot 100)      | 88                |
| Stati Uniti (Dance)        | 4                 |
| Stati Uniti (Maxi singoli) | 42                |
| Svizzera                   | 30                |

| Classifica (1986) | Posizione massima |
| ----------------- | ----------------- |
| Irlanda           | 16                |
| Nuova Zelanda     | 38                |
| Regno Unito       | 17                |

| Classifica (1995) | Posizione massima |
| ----------------- | ----------------- |
| Regno Unito       | 95                |